# 达川站
達川站（：／ Dalcheon yeok */?）是忠北線沿線的一座鐵路車站，位於韓國忠清北道忠州市大召院面，由忠州站管理。

## 历史
- 2010年11月1日 - 客运业务停止办理。

## 相鄰車站
韓國鐵道公社
忠北線
周德－達川－忠州